# Graemontia
Graemontia is een geslacht van hooiwagens uit de familie Triaenonychidae.
De wetenschappelijke naam Graemontia is voor het eerst geldig gepubliceerd door Lawrence in 1931. 

## Soorten
Graemontia omvat de volgende 6 soorten:
- Graemontia bicornigera
- Graemontia bifidens
- Graemontia decorata
- Graemontia dentichelis
- Graemontia erecta
- Graemontia natalensis